# Chính phủ Nhân dân thành phố Đặng Châu thứ hai
Chính phủ Nhân dân thành phố Đặng Châu thứ hai (tiếng Trung: 第二邓州市人民政府) hoặc Chính phủ Nhân dân thành phố Đặng Châu mới (tiếng Trung: 新邓州市人民政府), là chính quyền địa phương giả mạo do ba người nông dân tên là Trương Hải Tân (张海新), Mã Hương Lan (马香兰) và Vương Lương Song (王良双) thành lập dưới danh nghĩa Chính phủ Nhân dân thành phố Đặng Châu ở Đặng Châu, Hà Nam, Trung Quốc tồn tại từ năm 2013 đến năm 2014.

## Tổng quan
Tháng 9 năm 2013, người phụ nữ tên Trương Hải Tân ở thôn Tưởng Trang, hương Văn Cừ, thành phố Đặng Châu, người phụ nữ tên Mã Hương Lan ở thôn Liêu Trại, hương Cấp Than và anh nông dân tên Vương Lương Song từ tổ Khổng Dinh thôn Lý Cương, trấn Cao Tập, cả ba người bọn họ ngầm bày mưu, lấy lý do Chính phủ Nhân dân thành phố Đặng Châu ngừng hoạt động, thông báo rằng chính quyền này sắp bị hủy bỏ và một "Chính phủ Nhân dân thành phố Đặng Châu" khác được thành lập đối diện với số 28, Phố 1 Quảng trường Lão Cổ, nằm cạnh chính quyền thành phố. Họ còn tuyên bố rằng "Chính phủ Nhân dân thành phố Đặng Châu" có ba chính quyền hương trấn trực thuộc bao gồm hương Văn Cừ, hương Cao Tập và trấn Cấp Than. Trương Hải Tân là thị trưởng chính phủ nhân dân và phụ trách chính quyền hương Văn Cừ, trong khi Mã Hương Lan và Vương Lương Song lần lượt phụ trách chính phủ nhân dân trấn Cấp Than và chính phủ nhân dân hương Cao Tập.
Trương Hải Tân và đồng bọn đã hợp tác sản xuất công văn dưới tên chung của chín bộ ngành và ủy ban Trung ương, rồi chi tiền khắc riêng hơn 10 con dấu chính thức thông qua những mẫu quảng cáo nhỏ trên đường phố bao gồm "con dấu của Chính phủ Nhân dân thành phố Đặng Châu", "con dấu của Viện Kiểm sát thành phố Đặng Châu", "con dấu của Chính phủ Nhân dân hương Cao Tập", "con dấu đặc biệt về tài chính của Chính phủ Nhân dân hương Cao Tập, "con dấu của Chính phủ Nhân dân trấn Cấp Than", "con dấu đặc biệt về tài chính của Chính phủ Nhân dân trấn Cấp Than", bao gồm hàng loạt con dấu liên quan của ủy ban thôn. Lấy danh nghĩa "Chính phủ Nhân dân Đặng Châu" đã ban hành hơn 40 văn bản, thư bổ nhiệm cùng hơn 20 thông tư và thông báo, đồng thời cấp văn kiện đầu đề đỏ cho Mã Hương Lan và Vương Lương Song, yêu cầu họ phát triển các thành viên chủ chốt tại địa phương rồi tham gia tổ chức kinh tế tập thể và xin "Giấy chứng nhận quyền quản lý đất nông thôn", đấu tranh với hành vi không xin phép xây dựng nhà ở tại địa phương. Kết quả là hơn 200 hộ dân không biết sự thật đã nộp đơn xin "Giấy chứng nhận quyền quản lý đất nông thôn".
Trương Hải Tân, Mã Hương Lan và Vương Lương Song cũng phát thông báo tuyển dụng nhân danh Chính phủ Nhân dân Đặng Châu, tuyển dụng sinh viên đại học vào làm việc cho họ, trước sau có hơn 10 sinh viên đại học không biết sự thật đã liên tiếp gửi hồ sơ xin việc đến Văn phòng Chính phủ Nhân dân thành phố Đặng Châu đối diện với số 28, Phố 1 Quảng trường Lão Cổ.
Vài tháng sau, một dự án phát triển đô thị ở trấn Cấp Than liên quan đến lợi ích của những người thân Mã Hương Lan và Vương Lương Song do tranh chấp sử dụng đất. Các nhà phát triển bất động sản đã liên tiếp nhận được "Thông báo đình chỉ của chính phủ nhân dân thành phố Đặng Châu" và "Thông báo xử phạt hành vi xây nhà trái phép của chính quyền trấn Cấp Than". Cảm thấy nghi ngờ, họ liền đi trình báo vụ việc với cảnh sát, sau khi Cục Công an thành phố Đặng Châu lập hồ sơ điều tra, bộ ba Trương Hải Tân, Mã Hương Lan và Vương Lương Song đã bị cảnh sát bắt giữ ngay lập tức.
Ngày 21 tháng 4 năm 2014, Trương Hải Tân, Mã Hương Lan và Vương Lương Song đã bị Viện Kiểm sát Nhân dân thành phố Đặng Châu truy tố với tội danh giả mạo tài liệu chính thức của cơ quan nhà nước.
Sáng ngày 27 tháng 6 năm 2014, Tòa án Đặng Châu đã tuyên phạt Trương Hải Tân 2 năm tù về tội làm giả văn bản của cơ quan nhà nước; các đồng phạm Mã Hương Lan và Vương Lương Song bị kết án 10 tháng và 8 tháng tù về cùng tội danh. Sau khi tòa tuyên án, Trương Hải Tân và Mã Hương Lan đã bày tỏ sự không hài lòng với phán quyết tại tòa nhưng không rõ liệu họ có kháng cáo hay không.

## Ảnh hưởng
Trương Hải Tân, Mã Hương Lan và Vương Lương Song tự đứng ra thành lập chính phủ nhân dân thành phố Đặng Châu. Trọng tâm công việc chính của họ là quản lý và giao thầu đất đai ở nông thôn. Đây là yếu tố quan trọng nhất thúc đẩy họ thành lập chính quyền này. Việc tiếp cận của hơn 200 hộ dân còn có thể chứng minh "chính sách" mà họ xây dựng đã thực sự đáp ứng được nhu cầu của một bộ phận người dân. Điều này cũng phản ánh rằng chính quyền thành phố Đặng Châu có một số vấn đề nhất định trong chính sách hợp đồng đất đai. Sau khi vụ việc bị báo chí phanh phui, nó cũng phơi bày nhiều vấn đề tồn tại trong xã hội Trung Quốc hiện nay, chẳng hạn như ở Trung Quốc, cần tăng cường giám sát các ban ngành liên quan, cải thiện khả năng phân biệt đúng sai của sinh viên đại học, khẩn trương nâng cao việc quản lý công tác khắc dấu, cân nhắc xem nên có thêm các kênh biểu đạt thông suốt để bảo vệ quyền lợi của người dân hay không.